# Microlophium carnosum
Microlophium carnosum är en insektsart som först beskrevs av Buckton 1876.  Microlophium carnosum ingår i släktet Microlophium och familjen långrörsbladlöss. Arten är reproducerande i Sverige. Inga underarter finns listade i Catalogue of Life.